# Jordanrücken
Der Jordanrücken ist ein Gebirgskamm im ostantarktischen Viktorialand. In der Explorers Range der Bowers Mountains ragt er an der Ostflanke des Rennick-Gletschers auf.
Wissenschaftler der deutschen Expedition GANOVEX I (1979–1980) benannten ihn nach dem deutschen Geologen Heinz Jordan, der später an der GANOVEX III (1982–1983) teilnahm. Aufgrund der nahezu übereinstimmenden geographischen Koordinaten besteht der dringende Verdacht, dass dieses Objekt identisch ist mit dem Adams Ridge.